# Carcinoma de células em anel de sinete
Carcinoma de células em anel de sinete é uma malignidade epitelial caracterizada pelo aparecimento histológico de células em anel de sinete. É uma forma de adenocarcinoma que produz mucina. Quando um adenocarcinoma contém mais de 50% de células em anel de sinete passa a ser denominado carcinoma de células em anel de sinete. Embora seja mais frequente a ocorrência em células glandulares do estômago, pode desenvolver-se noutras partes do corpo como, por exemplo, na próstata, bexiga, vesícula biliar, mama, cólon, estroma ovárico ou testículos. Pode igualmente ser observado em carcinomas das células renais. No entanto, muitos casos de carcinoma de células em anel de sinete são raros, e geralmente não se formam nos pulmões, estômago ou bexiga, embora tenha havido alguns casos nestas áreas. Este tipo de carcinoma aparece principalmente em mulheres e pacientes jovens, enquanto que o carcinoma na bexiga ocorre principalmente em homens entre os 38 e 83 anos de idade. Alguns casos são hereditários e causados muitas vezes por mutações no gene CDH1.